# بوتستراب بيل ترنر

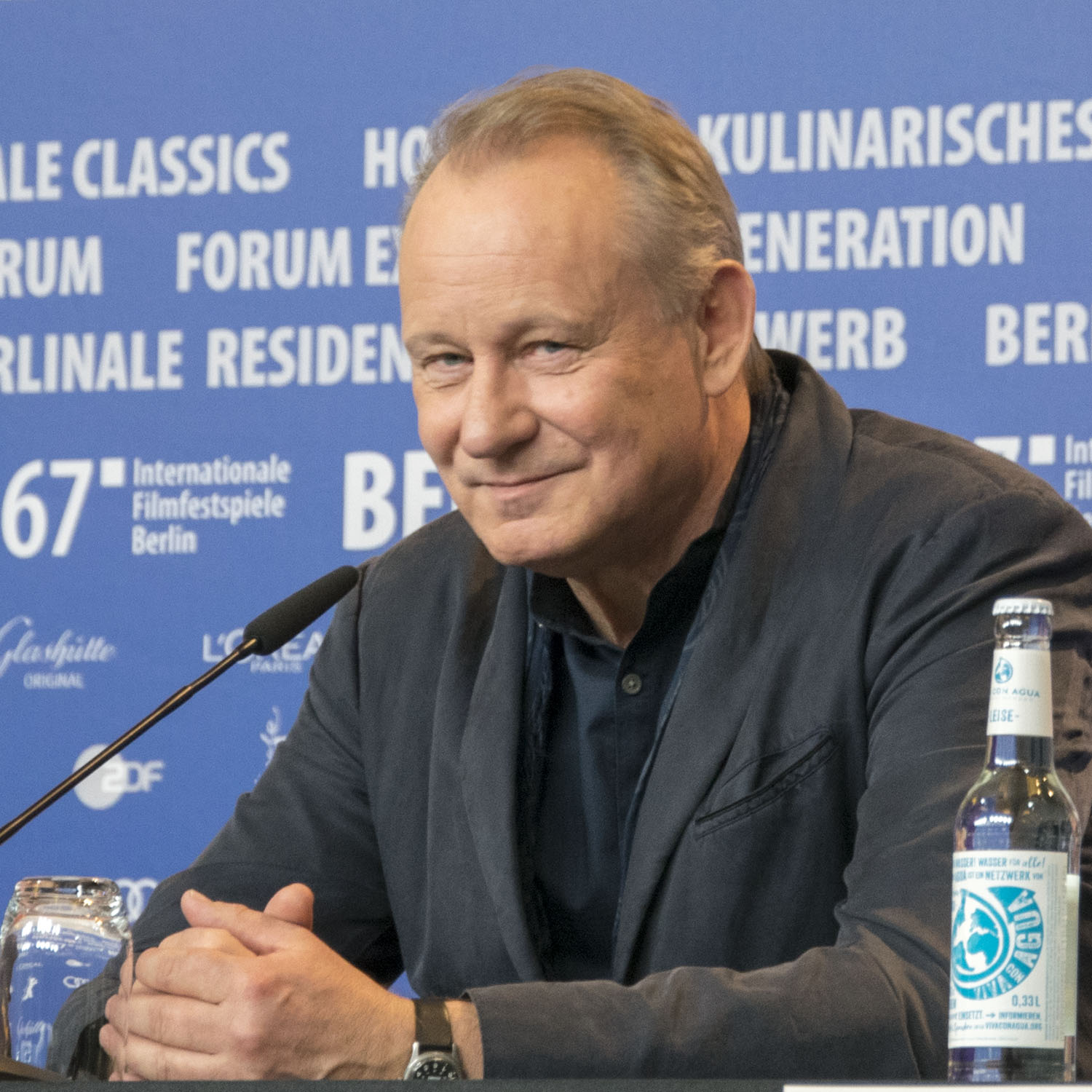
ستيلان سكارسجارد في المؤتمر الصحفي لفيلم العودة إلى مونتوك في مهرجان برلين السينمائي الدولي 2017ستيلان سكارسجارد في المؤتمر الصحفي لفيلم العودة إلى مونتوك في مهرجان برلين السينمائي الدولي 2017.

بيل تيرنر أو بوتستراب بيل هو شخصية خيالية في سلسلة أفلام قراصنة الكاريبي . لعبت دورها ستيلان سكارسجارد.

## الشخصية
بيل تيرنر هو والد وليام تيرنر. نعلم في الفيلم الأول عندما يكشف باربوسا إلى إليزابيث سوان اللعنة التي إصابة طاقم اللؤلؤة السوداء أنه كان جزءا من طاقم السفينة.